# Bakhtiyar Vahabzadeh
Bakhtiyar Vahabzadeh (en azéri:Bəxtiyar Mahmud oğlu Vahabzadə, né le 16 août 1925 à Nukha-Cheki et mort le 13 février 2009 à Bakou) est un poète du peuple, dramaturge et critique littéraire azerbaïdjanais, Lauréat du prix d'État. 

## Biographie
En 1934, Bakhtiyar Vahabzade déménage à Bakou avec sa famille. Après avoir obtenu son diplôme d'un lycée, en 1942 il entre à la faculté de philologie de l'Université d'État d'Azerbaïdjan. En 1947, Bakhtiyar Vagabzade est diplômé de l'université et en 1950 de son troisième cycle.

## Vie scientifique
La carrière du poète commencé pendant la Grande Guerre patriotique. En 1945, il devient membre de l'Union des écrivains d'Azerbaïdjan et enseigne à l'Université d'État de Bakou pendant plus de 40 ans. En 1951, Bakhtiyar Vagabzadeh soutient sa thèse. En 1964 - sa thèse de doctorat en sciences philologiques. En 1980, il est élu membre correspondant et en 2000, membre à part entière de l'Académie nationale des sciences d'Azerbaïdjan.
Plus de 70 recueils de poésie et 20 poèmes, 2 monographies, 11 ouvrages scientifiques et des centaines d'articles ont fait honneur et respect au poète national. Des performances ont été mises en scène des films ont été tournés  d'après ses œuvres.Les œuvres du poète - livres de poésie, drames et écrits journalistiques - ont été traduites dans de nombreuses langues, dont l'anglais, le français, l'allemand, le persan, le turc, le polonais, l'espagnol, le hongrois et les langues de l'ex-Union soviétique.

## Carrière d'enseignant
Travaillant depuis 1950 à l'Université d'État d'Azerbaïdjan en tant qu'enseignant, professeur associé et professeur, il consacre plus de cinquante ans de sa vie au développement de l'éducation dans le pays.

## Distinctions
- Médaille de distinction dans le travail - 9 juin 1959
- Titre honorifique d'ouvrier d'art émérite de la RSS d'Azerbaïdjan - 13 septembre 1974
- Ordre de la bannière rouge - 20 août 1975
- Prix d'État de la RSS d'Azerbaïdjan - 27 avril 1976
- Prix d'État de l'URSS - 1er novembre 1984
- Ordre de la Révolution d'Octobre - 16 novembre 1984
- Titre honorifique de poète du peuple de la RSS d'Azerbaïdjan - 26 novembre 1984
- Médaille d'ancien combattant du travail
- Ordre d'Indépendance - 15 avril 1995
- Ordre du mérite (Roumanie) - 21 décembre 2001[4].